# RK Pećine Rijeka
Rukometni klub Pećine  (RK Pećine; Pećine; Pećine Rijeka) je muški rukometni klub iz Rijeke, Primorsko-goranska županija.

## O klubu
Rukometni klub "Pećine" je osnovan 20. svibnja 1964. godine od strane djelatnika Osnovne škole "Pećine" i mjesne zajednice Pećine. Klub se te godine uključuje u natjecanje Druge općinske lige Rijeka. 1965. godine se s Pećinama spaja klub Viktorija. Do raspada SFRJ, klub se uglavnom natjecao Hrvatskoj ligi, Hrvatskoj regionalnoj ligi - Zapad, te u ligama na području Hrvatskog primorja i Istre, odnosno zapadne Hrvatske. 
 
Osamostaljenjem Hrvatske, klub počinje s natjecanjem u 2. HRL - Zapad. U sezoni 1993./94. ulazi u 1. B HRL - Jug, u kojoj nastupa do sezone 1998./99. Klub potom igra u 2. HRL - Zapad i 3. HRL - Zapad. U sezoni 2016./17. osvaja 2. HRL - Zapad i ulazi u 1. HRL - Jug iz koje odmah ispada nakon sezone 2017./18. 
 
Pri klubu je od 1965. godine djelovala i ženska sekcija.

## Poznati igrači
- Nikola Blažičko
- Mateo Hrvatin
- Veljko Karabatić
- Janko Mavrović
- Renato Solić
- Milan Uzelac
- Vladimir Vujnović

## Unutrašnje poveznice
- Pećine

## Vanjske poveznice
- rk-pecine.hr  Arhivirana inačica izvorne stranice od 14. rujna 2018. (Wayback Machine)
- RK Pećine, facebook stranica
- furkisport.hr/hrs, Pećine, rezultati po sezonama
- sportilus.com, Rukometni klub Pećine Rijeka
- novilist.hr, Prva liga ostvarenje snova: RK Pećine u dvije godine preskočio - dvije lige, objavljeno 26. travnja 2017.